# إنغر ستويبرغ
إنغر ستويبرغ (مواليد 16 مارس 1973) هي سياسية دنماركية وعضوة في البرلمان الدنماركي شغلت عدة مناصب وزارية أخرها منصب وزيرة الهجرة والإندماج.وشخص عنصري جدا